# 哈羅茲堡 (印第安納州)
7
哈羅茲堡（英語：Harrodsburg）是一個位於美國印地安納州門羅縣的人口普查指定地區。

## 人口
根據2010年美國人口普查的數據，哈羅茲堡共有人口691人。